# Xã Riley, Quận Vigo, Indiana
Xã Riley (tiếng Anh: Riley Township) là một xã thuộc quận Vigo, tiểu bang Indiana, Hoa Kỳ. Năm 2010, dân số của xã này là 3.123 người.